# Ure (rivière)
L'Ure est une rivière française de Normandie, affluent de l'Orne (rive droite), dans le département de l'Orne.

## Géographie
L'Ure prend sa source dans la commune de Ménil-Froger et prend la direction de l'ouest. Elle se joint aux eaux de l'Orne à Argentan, après un parcours de 30,2 km entre le sud du pays d'Auge et la plaine d'Argentan.

## Bassin et affluents
Le bassin de l'Ure occupe un territoire allongé d'est en ouest, au centre-nord du département de l'Orne. Il est bordé au nord par le bassin de la Dives, au nord-est par celui de la Touques et au sud par celui d'un autre affluent de l'Orne, le Don. La confluence avec l'Orne est à l'ouest du bassin.
Son principal affluent est la Dieuge, longue de 15,6 km, qui la rejoint en rive gauche à La Cochère, après avoir collecté les eaux du sud du bassin.

## Communes traversées
Dans le seul département de l'Orne, l'Ure traverse ou borde les douze communes suivantes : Ménil-Froger, Croisilles, Saint-Germain-de-Clairefeuille, Ginai, Nonant-le-Pin, La Cochère, Le Pin-au-Haras, Silly-en-Gouffern, Le Bourg-Saint-Léonard, Sai, Urou-et-Crennes, Argentan.

## Hydrologie

### L'Ure au Bourg-Saint-Léonard
Le module ou débit moyen annuel est de 0,546 m3/s pour un bassin versant de 79,7 km2 à 171 m d'altitude au Bourg-Saint-Léonard,.

### Étiage ou basses eaux
À l'étiage, c'est-à-dire aux basses eaux, le VCN3, ou débit minimal du cours d'eau enregistré pendant trois jours consécutifs sur un mois, en cas de quinquennale sèche s'établit à 0,027 m3/s,.

### Crues
Sur cette période d'observation, le débit journalier maximal a été observé le 25 mars 2001 pour 13,60 m3/s. Le débit instantané maximal a été observé le 26 février 1996 avec 16,20 m3/s en même temps que la hauteur maximale instantanée de 1 760 mm soit 1,760 m.
Le QIX 10 est de 16 m3/s et le QIX 20 est de 19 m3/s, alors que QIX 2 est de 9,6 m3/s et le QIX 5 est de 14 m3/s soit vingt-huit fois le module environ.

### Lame d'eau et débit spécifique
La lame d'eau écoulée dans cette partie du bassin versant de la rivière est de 216 millimètres annuellement, ce qui est inférieur d'un tiers à la moyenne en France. Le débit spécifique (Qsp) atteint 6,8 litres par seconde et par kilomètre carré de bassin.